# Miernik poziomu
Miernik poziomu – rodzaj woltomierza, przyrząd pomiarowy wykorzystywany głównie w telekomunikacji. Służy do pomiarów poziomu napięcia lub mocy sygnału elektrycznego (lub ich zmiany). Skala przyrządu cechowana jest zwykle w decybelach, rzadziej w belach.
Wykorzystywany głównie w zestawie pomiarowym z generatorem poziomu: generator poziomu podłącza się na początku mierzonej linii telekomunikacyjnej, a na końcu toru miernik poziomu. Pomiar spadku napięcia lub mocy sygnału umożliwia ocenę jakości i sprawności danej linii.

## Typowe parametry miernika poziomu
- wejścia: symetryczne (impedancja wejściowa: 124 Ω, 150 Ω, 600 Ω i tzw. „wysoka impedancja”) i asymetryczne (impedancja wejściowa: 50 Ω, 75 Ω i tzw. „wysoka impedancja”)
- zakres częstotliwości: dla wejścia symetrycznego: 50 Hz do 2 MHz; dla wejścia asymetrycznego: 50 Hz do 30 MHz
- poziom mierzonego napięcia (czułość): – 110 dB do +10 dB lub dla poziomu mocy: -100 dBm do +20 dBm
- możliwość pomiarów szerokopasmowych i selektywnych (z zastosowaniem filtrów pasmowych, zwykle o szerokości pasma przepustowego: 20 Hz, 1.74 kHz i 3.1 kHz) z automatycznym lub bez automatycznego dostrajania się do częstotliwości sygnału mierzonego – AFC)
- rozdzielczość pomiaru poziomu napięcia (lub mocy): 0,01 dB

## Znani producenci
Mierniki poziomu produkowane były przez takie firmy jak:
- Promax (Hiszpania)
- Siemens AG (Niemcy)
- Wandel & Goltermann (Niemcy)

Producenci historyczni (już nieistniejący) to:
- Präcitronic (Drezno, była NRD)
- TELKOM - PZT (Warszawa), Polska)
- ZOTAP (Warszawa), Polska)
- Elektronika (Budapeszt), Węgry